# 卢师武
卢师武（？—？），浙江龙泉人，是一名清朝政治人物。
卢师武曾于1759年接替刘守成任上海县知县一职，1761年由于方桂接任。